# Afrowiórka
Afrowiórka (Xerus) – rodzaj ssaków z podrodziny afrowiórek (Xerinae) w obrębie rodziny wiewiórkowatych (Sciuridae).

## Zasięg występowania
Do rodzaju należy jeden żyjący współcześnie gatunek występuje w Afryce.

## Morfologia
Długość ciała (bez ogona) 226–269 mm, długość ogona 182–203 mm; masa ciała 152–369 g.

## Systematyka
Rodzaj zdefiniowali w 1833 roku niemieccy przyrodnicy Friedrich Wilhelm Hemprich i Christian Gottfried Ehrenberg w książce swojego autorstwa o tytule Symbolae physicae, seu, Icones et descriptiones corporum naturalium novorum aut minus cognitorum. Autorzy w oryginalnym opisie nie wskazali gatunku typowego; w ramach późniejszego oznaczenia w 1898 roku angielski zoolog Oldfield Thomas na typ nomenklatoryczny wyznaczył afrowiórkę gładką (X. rutilus).

### Etymologia
- Xerus (Xeros): gr. ξηρος xēros ‘suchy ląd, suchy (bez wody)’[10].
- Spermosciurus: gr. σπερμα sperma, σπερματος spermatos ‘nasienie, ziarno’; rodzaj Sciurus Linnaeus, 1758 (wiewiórka)[11]. Gatunek typowy: Lesson wymienił kilkanaście gatunków z których typem nomenklatorycznym jest Sciurus rutilus Cretzschmar, 1828.

### Podział systematyczny
Do rodzaju należy jeden występujący współcześnie gatunek:
- Xerus rutilus (Cretzschmar, 1828) – afrowiórka gładka

Opisano również gatunki wymarłe:
- Xerus daamsi Denys, Viriot, Daams, Peláez-Campomanes, Vignaud, Andossa & Brunet, 2003[13] (Afryka; miocen)
- Xerus janenschi Dietrich, 1942[14] (Afryka; plejstocen).